# ワズワース (フリゲート)
| USS Wadsworth FFG-9 |                                                                           |
| 艦歴                |                                                                           |
| 発注:               | 1976年2月27日                                                             |
| 起工:               | 1977年7月13日                                                             |
| 進水:               | 1978年7月29日                                                             |
| 就役:               | 1980年4月2日                                                              |
| 退役:               | 2002年6月28日                                                             |
| 除籍:               | 2002年7月23日                                                             |
| その後:             | ポーランド海軍へ移管                                                      |
| 要目                |                                                                           |
| 排水量              | 基準：3,159t                                                              |
| 排水量              | 満載：4,057t                                                              |
| 全長                | 445 ft (136 m)                                                            |
| 全幅                | 45.4 ft (13.8 m)                                                          |
| 吃水                | 22 ft (6.7 m)                                                             |
| 機関                | COGAG方式                                                                 |
| 機関                | LM2500-30 ガスタービンエンジン（20,500shp）×2基                           |
| 機関                | 可変ピッチプロペラ（5翔）×1軸                                             |
| 機関                | 非常用旋回式スラスター（350hp）×2基                                       |
| 最大速              | 29ノット以上                                                              |
| 航続距離            | 4,500海里（20ノット巡航時）                                               |
| 乗員                | 206名（士官13名）                                                         |
| 兵装                | Mk.75 76mm単装速射砲×1基                                                  |
| 兵装                | Mk.38 25mm単装機関砲×2基                                                  |
| 兵装                | Mk.15 20mm CIWS×1基                                                       |
| 兵装                | M2 12.7mm単装機銃×4基                                                     |
| 兵装                | Mk.13 Mod.4 ミサイル単装発射機×1基 *SM-1MR SAM *ハープーン SSM を発射可能 |
| 兵装                | Mk.32 Mod.7 3連装短魚雷発射管×2基                                         |
| 艦載機              | SH-2F シースプライト LAMPS ヘリコプター×1機 ※さらに1機搭載可能            |
| C4ISTAR             | NTDS（JTDS+リンク 11/14）                                                 |
| C4ISTAR             | Mk.92 FCS（SM-1MR、76mm砲用）                                             |
| C4ISTAR             | AN/SQQ-89 ASWCS                                                           |
| センサ              | AN/SPS-49対空捜索レーダー                                                 |
| センサ              | AN/SPS-55対水上捜索レーダー                                               |
| センサ              | AN/SQS-56船底装備ソナー                                                   |
| センサ              | AN/SQR-19曳航ソナー                                                       |
| 電子戦              | AN/SLQ-32(V)2 ESM装置                                                     |
| 電子戦              | Mk.36 デコイ発射装置                                                      |
| モットー:           |                                                                           |

ワズワース (英語: USS Wadsworth, FFG-9) は、アメリカ海軍のミサイルフリゲート。オリバー・ハザード・ペリー級ミサイルフリゲートの3番艦。艦名は米英戦争で功績を挙げたアレクサンダー・S・ワズワース代将に因む。

## 艦歴
ワズワースは1976年2月27日にFY75プログラムの一部としてカリフォルニア州サンペドロのトッド・パシフィック造船所に建造発注され、1977年7月13日に起工する。1978年7月29日に進水し、1980年4月2日に就役した。
ワズワースは2002年6月28日に退役し、ポーランド海軍に移管された。艦名はポーランドの英雄、タデウシュ・コシチュシュコに因んでゲネラウ・タデウシュ・コシチュシュコ(ポーランド語:ORP Generał Tadeusz Kościuszkoゲネーラウ・タデーウシュ・コシチューシュコ)と改名された。アメリカ海軍から公式に除籍された日付は2002年7月23日であった。